# Psychopsis dumigani
Psychopsis dumigani är en insektsart som beskrevs av Robert John Tillyard 1922.
Psychopsis dumigani ingår i släktet Psychopsis och familjen Psychopsidae. Inga underarter finns listade i Catalogue of Life.